# Mozilla Persona
Mozilla Persona war ein dezentrales Authentifizierungssystem für Websites, das von Mozilla entwickelt wurde. Es ermöglichte einem Benutzer, sich nicht auf jeder von ihm genutzten Website erneut mit Benutzernamen und Passwort anzumelden, sondern dies nur ein einziges Mal bei Mozilla Persona zu tun. Anschließend wurden die dort hinterlegten Identitätsdaten verwendet, um sich bei anderen Websites anzumelden. Voraussetzung war, dass die jeweiligen Websites Mozilla Persona unterstützen.
Mozilla gab im Januar 2016 bekannt, dass der Dienst aufgrund seiner geringen Verbreitung gegen Ende des Jahres außer Betrieb genommen werden soll.

## Geschichte und Ziele
Im Juli 2011 stellte Mozilla ein neues Authentifizierungssystem vor, damals unter dem Namen BrowserID. Laut Mozilla sollte das neue System Anbieter von Websites von der Aufgabe befreien, für einen eigenen Mechanismus zur Benutzerauthentifizierung sorgen zu müssen; dieses Ziel teilt sich das System mit anderen Authentifizierungssystemen wie OpenID oder Facebook Connect. Weitere, hervorgehobene Ziele waren Sicherheit und Einfachheit. BrowserID sollte möglichst unabhängig vom verwendeten Browser sein und die Privatsphäre des Nutzers schützen.
Im September 2012 veröffentlichte Mozilla die Betaversion von BrowserID, nun unter dem Namen Mozilla Persona. Sie funktioniert in allen zu diesem Zeitpunkt relevanten Browsern und sowohl auf Desktop-PCs als auch Smartphones und Tablets. Die verschlüsselte Übermittlung der Zugangsdaten eines Nutzer, die über den Mozilla-Dienst Firefox Sync abgewickelt wird, wurde im Zuge der Betaphase ebenfalls in Betrieb genommen.

## Funktionsweise
Mozilla Persona implementiert das ebenfalls von Mozilla entworfene BrowserID-Protokoll. Das BrowserID-Protokoll erlaubt es einem Benutzer, gegenüber einer Website zu belegen, dass er der Eigentümer einer bestimmten E-Mail-Adresse ist; es verfolgt damit das Motto „eine E-Mail-Adresse ist eine Identität“. Personas Sicherheitskonzept basiert auf einem asymmetrischen Kryptosystem und digitalen Signaturen. Der Loginprozess auf einer Website verläuft folgendermaßen:
1. Auf der Website klickt der Nutzer auf einen Login-Link.
2. Ein Persona-Fenster wird geöffnet, in welchem der Nutzer aus einer Liste eine seiner gespeicherten Identitäten (eine E-Mail-Adresse) auswählt.
3. Der Browser erzeugt eine sogenannte Identitätserklärung (engl. identity assertion), welche die Angabe des Nutzers enthält, über die von ihm ausgewählte E-Mail-Adresse zu verfügen.
4. Der Browser signiert die Erklärung mit dem privaten Schlüssel der Identität und sendet sie an den Server der Website.
5. Der Server lässt die Erklärung von einem Identitätsanbieter verifizieren.

## Unterschiede zu OpenID
Von anderen Authentifizierungssystemen wie OpenID (oder auch Facebook Connect) hebt sich Mozilla Persona laut Mozilla auf verschiedene Weise ab. Erstens wird dem Benutzer kein eigener Benutzername oder eine ID zur Verfügung gestellt. Stattdessen verwendet ein Benutzer seine E-Mail-Adresse, um sich gegenüber einer Website zu authentifizieren. Zweitens ist bei Persona, im Gegensatz zu OpenID, der Identitätsanbieter nicht in die Login-Transaktion involviert, so dass ein höherer Schutz der Privatsphäre des Nutzers gewährleistet wird. Drittens ist Persona laut Mozilla durch die Verwendung von HTML5 und JavaScript besonders einfach in Browser zu integrieren.